# Michael Beetham

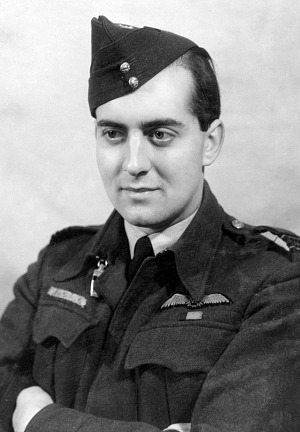
Michael Beetham (Mai 1944)

Sir Michael James Beetham, GCB, CBE, DFC, AFC, FRSA, FRAeS, DL (* 17. Mai 1923 in London; † 24. Oktober 2015) war ein britischer Marshal of the Royal Air Force, der unter anderem zwischen 1970 und 1972 Kommandant des RAF Staff College Bracknell, von 1975 bis 1976 stellvertretender Oberkommandierender des Luftangriffskommandos (RAF Strike Command), zwischen 1976 und 1977 Oberkommandierender der RAF Germany sowie zuletzt von 1977 bis 1982 Chef des Luftwaffenstabes (Chief of the Air Staff) war. Er war der letzte Chief of the Air Staff, der aktiv am Zweiten Weltkrieg teilgenommen hatte.

## Leben

### Militärische Ausbildung und Zweiter Weltkrieg
Beetham begann nach dem Besuch der St Marylebone Grammar School am 6. Oktober 1941 seine fliegerische Ausbildung in der Freiwilligen Reserve der Luftwaffe RAFVR (Royal Air Force Volunteer Reserve) und setzte die fliegerische Ausbildung vom 9. Januar 1942 bis 6. April 1943 in den USA fort, wo er am 13. Dezember 1942 auch zum Leutnant (Pilot Officer) befördert wurde. Nach einer Fortsetzung seiner fliegerischen Ausbildung in der No. 18 Advanced Flying Unit absolvierte er ab dem 1. Juni 1943 seine fliegerische Einsatzausbildung in der No. 14 Operational Training Unit, ehe er ab dem 8. September 1943 zur Ausbildung auf schweren Bombern zur No. 1654 Heavy Conversion Unit versetzt wurde. Während seines siebten Lufteinsatzes konnte er seinen Avro Lancaster-Bomber trotz einer schweren Beschädigung des Flügeltanks landen. 
Am 15. Januar 1944 wurde er als Pilot zur No. 50 Squadron RAF versetzt, wo er am 12. Februar 1944 mit seinem Flugzeug in der Nähe des Militärflugplatzes RAF East Kirkby nach einem Motorbrand einen Absturz erlitt, bei dem vier Männer der zehnköpfigen Besatzung ums Leben kamen. Für seinen Einsatz wurde ihm am 6. Juni 1944 das Distinguished Flying Cross (DFC) verliehen. Im Anschluss war er bis zum Ende des Zweiten Weltkrieges als Instrukteur an der Flugausbildungsschule für Avro Lancaster-Bomber tätig.

### Nachkriegszeit und Stabsoffizier
Nach Kriegsende wurde Beetham am 24. Juni 1945 Fliegerischer Kommandeur der No. 57 Squadron RAF und am 1. September 1945 auch als Berufssoldat (Permanent Commission) mit dem Dienstgrad eines Oberleutnants (Flying Officer) in die RAF übernommen. Anschließend war er vom 24. November 1945 bis zum 24. Februar 1947 Fliegerischer Kommandeur der No. 35 Squadron RAF, wo am 1. Juli 1946 seine Beförderung zum Hauptmann (Flight Lieutenant) erfolgte. Danach war er zwischen dem 24. Februar 1947 bis zum 26. Mai 1949 Offizier im Personalstab des RAF Bomber Command, ehe er in der auf dem Luftwaffenstützpunkt RAF Benson stationierten No. 82 Squadron RAF erneut Pilot von Avro Lancaster-Bombern war. Während dieser Zeit nahm er an Vermessungsflügen über Ostafrika teil und absolvierte im Anschluss vom 6. November 1951 bis zum 28. April 1952 eine Zusatzausbildung für Strahlflugzeuge an der No. 205 Advanced Flying School RAF, während der er am 1. Januar 1952 auch zum Major (Squadron Leader) befördert wurde. Am 1. Januar 1952 wurde ihm die King’s Commendation for Valuable Service in the Air (KCVSA) zuteil. Nachdem er zwischen dem 28. April 1952 und dem 15. April 1953 das RAF Staff College, Andover absolviert hatte, fand er Verwendung als Offizier in der Unterabteilung operative Anforderungen im Luftwaffenstab und gehörte danach vom 7. Mai 1956 bis zum 10. Februar 1956 zur Einsatzgruppe bei der Operation Buffalo, einer Reihe von Kernwaffentests in Maralinga in South Australia.
Nach seiner Rückkehr absolvierte Beetham vom 10. Februar bis zum 24. Februar 1957 eine Auffrischungsausbildung bei der No. 3 All-Weather Jet Squadron RAF auf dem Militärflugplatz RAF Manby sowie im Anschluss einen weiteren Auffrischungskurs an der No. 231 Operational Conversion Unit RAF, ehe er vom 22. Juli 1957 bis zum 10. Februar 1958 zu den Teilnehmern des 26. Mittelstreckenbomber-Lehrgangs an der No. 232 Operational Conversion Unit RAF auf dem Luftwaffenstützpunkt RAF Gaydon gehörte. Nachdem er dort am 1. Januar 1958 seine Beförderung zum Oberstleutnant (Wing Commander) erhalten hatte, fungierte er vom 10. Februar 1958 bis zum 7. Juni 1960 als Kommandeur (Commanding Officer) der No. 214 Squadron RAF. In dieser Zeit war er verantwortlich für die Einführung der Nutzung der Vickers Valiant-Bomber für die Luftbetankung und maßgeblich an dieser Entwicklung beteiligt. Während der Entwicklungsphase stellte er eine Reihe von Rekorden auf wie zum Beispiel am 9. September 1959, als er als Kapitän eines Valiant XD861-Bomber den ersten Nonstopflug von Großbritannien nach Kapstadt absolvierte. Er legte die Strecke von rund 9.750 Kilometern in 11 Stunden 28 Minuten zurück und erreichte damit eine Durchschnittsgeschwindigkeit von 848 Kilometern pro Stunde. Für diese Leistung wurde ihm am 1. Januar 1960 das Air Force Cross (AFC) verliehen.
Beetham war im Anschluss zwischen dem 7. Juni 1960 und dem 4. Oktober 1961 Operationsoffizier im Stab der No. 3 Group RAF und daraufhin Chef der Ausbildungsgruppe im RAF Bomber Command, wo er am 1. Januar 1962 auch zum Oberst (Group Captain) befördert wurde. Anschließend fungierte er vom 9. Juli 1962 bis zum 23. Oktober 1964 als Leiter der Operationsgruppe des Bomberkommandos und wurde daraufhin Kommandeur des Luftwaffenstützpunktes RAF Khormaksar im heutigen Jemen. Er fungierte von 1965 bis 1966 als Meister (Master) der Gilde der Piloten und Navigatoren (Guild of Air Pilots and Navigators).

### Chief of the Air Staff und Marshal of the Royal Air Force
Während seiner Verwendung in Aden wurde Beetham am 1. Juli 1966 zum Brigadegeneral (Air Commodore) befördert und absolvierte nach seiner Rückkehr vom 10. Januar 1967 bis zum 4. Januar 1968 das Imperial Defence College. Am 1. Januar 1967 wurde er Commander des Order of the British Empire (CBE). Im Anschluss folgte zunächst einer Verwendung als Leiter der Abteilung operative Anforderungen sowie daraufhin vom 11. November bis zum 27. September 1970 als Leiter der Abteilung Angriffsoperationen im Luftwaffenstab. Als Nachfolger von Air Vice Marshal Nigel Maynard übernahm er am 27. September 1970 den Posten als Kommandant des RAF Staff College Bracknell und behielt diese Funktion bis zum 21. August 1972, woraufhin Air Vice Marshal Alasdair Steedman sein Nachfolger wurde. In dieser Verwendung erfolgte am 1. Januar 1971 auch seine eigene Beförderung zum Generalmajor (Air Vice Marshal). Nach Beendigung dieser Verwendung wechselte er am 21. August 1972 in das Oberste Hauptquartier der Alliierten NATO-Streitkräfte SHAPE (Supreme Headquarters Allied Powers Europe) und war dort bis zum 7. Juli 1975 Assistierender Chef des Stabes für Planung und Politik.
Nachdem Beetham am 1. Juli 1975 zum Generalleutnant (Air Marshal) befördert worden war, wurde er am 7. Juni 1975 Nachfolger von Air Marshal Peter Horsley als stellvertretender Oberkommandierender des Luftangriffskommandos (RAF Strike Command) und bekleidete diesen Posten bis zu seiner Ablösung durch Air Marshal John Stacey am 19. Januar 1976. Er selbst wurde daraufhin Nachfolger von Air Marshal Nigel Maynard als Oberkommandierender der aus der 2. Luftflotte (RAF Second Tactical Air Force) hervorgegangenen britischen Luftstreitkräfte in Deutschland (RAF Germany). Am 1. Januar 1976 wurde er zum Knight Commander des Order of the Bath (KCB) geschlagen, so dass er fortan den Namenszusatz „Sir“ führte. In der Funktion als Oberkommandierender der RAF Germany wurde er am 21. Mai 1977 auch zum General (Air Chief Marshal) befördert und am 31. Juli 1977 abermals durch Air Marshal John Stacey abgelöst.
Zuletzt wurde Beetham am 1. August 1977 als Nachfolger von Marshal of the Royal Air Force Neil Cameron Chef des Luftwaffenstabes (Chief of the Air Staff) und war damit der letzte Chief of the Air Staff, der aktiv am Zweiten Weltkrieg teilgenommen hatte. Am 31. Dezember 1977 wurde er zudem zum Knight Grand Cross des Order of the Bath (GCB) erhoben. Darüber hinaus wurde er 1979 Fellow der Royal Society of Arts (FRSA) sowie 1982 auch Fellow der Royal Aeronautical Society (FRAeS). Den Posten des Chefs des Luftwaffenstabes bekleidete er bis zu seiner Ablösung durch Air Chief Marshal Keith Williamson am 14. Oktober 1982 und fungierte zugleich vom 31. Juli 1977 bis zum 15. Oktober 1982 als Aide-de-camp für die Luftstreitkräfte von Königin Elisabeth II. Mit seinem Ausscheiden aus dem Amt als Luftwaffenstabschef wurde er am 15. Oktober 1982 zum Marshal of the Royal Air Force befördert, den höchsten Dienstgrad der Royal Air Force. 
Am 27. Dezember 1982 schied Beetham endgültig aus dem militärischen Dienst aus und nahm anschließend verschiedene Funktionen in der Privatwirtschaft wahr, wie zum Beispiel von 1983 bis 1993 als Direktor der Vermögensverwaltungsgesellschaft Brixton Estate plc. Weiterhin war er zwischen 1984 und 1991 Direktor sowie zwischenzeitlich von 1986 bis 1990 Vorstandsvorsitzender von GEC Avionics Ltd. 1983 wurde er Ehrenmitglied der Guild of Air Pilots and Navigators sowie Vorsitzender des Kuratoriums des Royal Air Force Museum. Des Weiteren übernahm er am 17. April 1989 die Funktion als Deputy Lieutenant (DL) der Grafschaft Norfolk. 1998 wurde er mit dem Verdienstorden der Republik Polen ausgezeichnet. Am 11. November 2001 wurde ihm der Titel eines Honorary Air Commodore der No. 2620 (County of Norfolk) Squadron RauxAF verliehen.